# James Montgomery Flagg
Ne doit pas être confondu avec James Montgomery.
Pour les articles homonymes, voir Flagg.
James Montgomery Flagg, né le 18 juin 1877 et mort le 27 mai 1960, est un peintre et illustrateur américain. Artiste éclectique, il fait aussi bien de la peinture classique que de la bande dessinée, mais il est surtout connu pour ses affiches.

## Biographie
Flagg née à Pelham Manor, un village du comté de Westchester dans la banlieue de New York. Passionné par le dessin dès son jeune âge, à douze ans il voit ses premières illustrations publiées dans les magazines. À 14 ans, il travaille pour Life Magazine, et l'année suivante, il fait partie de l'équipe de Judge. À 20 ans, il étudie les arts plastiques à Londres et à Paris, puis il revient aux États-Unis où il produit de manière prolifique des illustrations pour des livres, des couvertures de magazine, des dessins humoristiques politiques, de la publicité et des croquis.
Son affiche la plus célèbre est créée en 1917 pour encourager le recrutement dans l'armée des États-Unis pendant la Première Guerre mondiale. Elle montre l'Oncle Sam pointant son doigt vers l'observateur. Cette œuvre est inspirée par celle de Alfred Leete (en), Lord Kitchener Wants You, une couverture de la revue anglaise London Opinion du 5 septembre 1914, éditée peu après en affiche de recrutement. L'affiche montre Lord Kitchener, le secrétaire d'État à la Guerre du Royaume-Uni, avec une pose et une expression semblables, avec la légende « Britons (Lord Kitchener) Wants You. Join your country's army! God Save the King. », pouvant se traduire en français par « Britanniques ! Lord Kitchner (son portrait remplaçant son nom) « vous veut ». Engagez-vous dans l'armée de votre pays ! Dieu sauve le Roi. » Plus de 4 millions de copies de l'affiche de Flagg sont imprimées pendant la Première Guerre mondiale, et elle est réutilisée lors de la Seconde Guerre mondiale. L’artiste emploie son propre visage pour celui de l'Oncle Sam (ajoutant de l'âge et la barbiche blanche), plus tard il a avoué avoir voulu éviter des problèmes contractuels avec des modèles.
En 1946, Flagg publia son autobiographie, Roses and Buckshot.
James Montgomery Flagg meurt le 27 mai 1960 à New York.

## Galerie

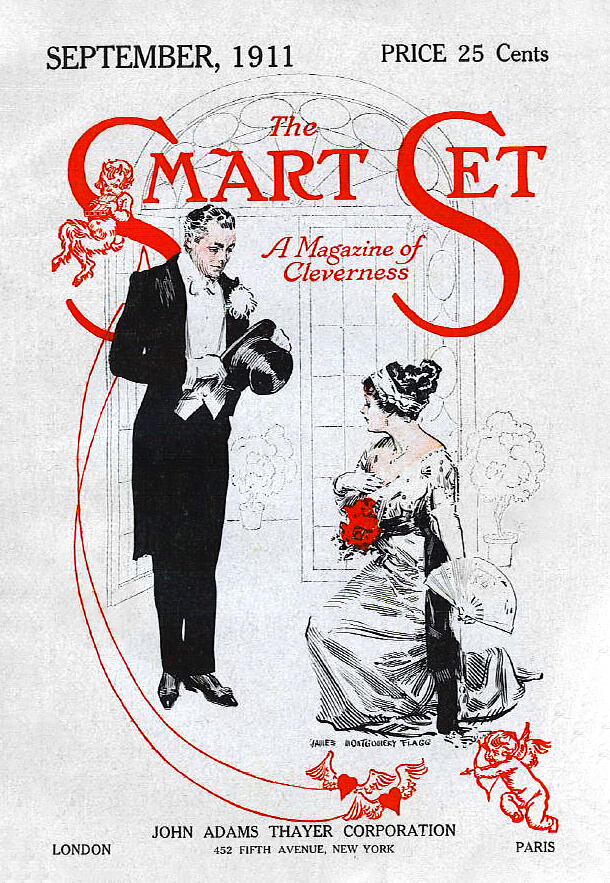
Couverture du magazine The Smart Set de septembre 1911.
I Want You (1917): affiche de recrutement de l'armée des États-Unis.
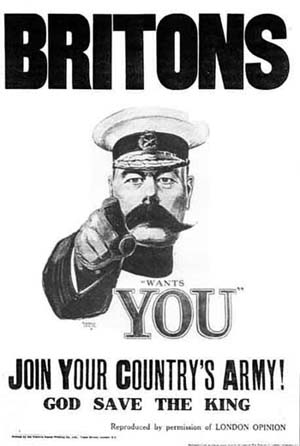
Lord Kitchener Wants You (1914) affiche de recrutement de l'armée britannique, reprenant une œuvre d’Alfred Leete, qui a inspiré Flagg pour I Want You.